# Greklands damlandslag i volleyboll
Greklands damlandslag i volleyboll representerar Grekland i volleyboll på damsidan. Det har deltagit i ett VM (2002), ett OS (2004, hemma-OS) och i sex EM, där de som bäst kommit åtta (vilket de gjorde 1995).

### Fotnoter
1. ↑  ”1984/1985 Senior European Championships” (på engelska). Confédération Européenne de Volleyball. https://www-old.cev.eu/Competition-Area/competition.aspx?ID=306&PID=630. Läst 26 februari 2023.
2. ↑  ”1987 LATTAQUIÉ (SYR), (11/25 Septembre)” (på franska). Comité international des Jeux méditerranéens. sid. 27. https://cijm.org.gr/wp-content/uploads/2016/06/JM1987.pdf. Läst 16 februari 2023.
3. ↑  ”1990/1991 Senior European Championships” (på engelska). Confédération Européenne de Volleyball. https://www-old.cev.eu/Competition-Area/competition.aspx?ID=292&PID=615. Läst 26 februari 2023.
4. ↑  ”1993 - AGDE LANGUEDOC-ROUSSILLON (FRA), (16/27 Juin)” (på franska). Comité international des Jeux méditerranéens. sid. 34. https://cijm.org.gr/wp-content/uploads/2016/06/JM1993.pdf. Läst 29 juni 2024.
5. ↑  ”1992/1993 Senior European Championships” (på engelska). Confédération Européenne de Volleyball. https://www-old.cev.eu/Competition-Area/CompetitionStandings.aspx?ID=309. Läst 26 februari 2023.
6. ↑  ”Affiche officielle des JM Tunis 2001” (på franska). Comité international des Jeux méditerranéens. sid. 42. https://cijm.org.gr/wp-content/uploads/2016/06/JM2001.pdf. Läst 17 december 2023.
7. ↑  ”2000/2001 Senior European Championships” (på engelska). Confédération Européenne de Volleyball. https://www-old.cev.eu/Competition-Area/competition.aspx?ID=51&PID=-2. Läst 26 februari 2023.
8. ↑  ”Women's World Championship 2002 - Final Standings” (på engelska). Fédération Internationale de Volleyball. http://www.fivb.org/En/Volleyball/Competitions/WorldChampionships/Women/2002/Standings/Final_Standings.asp. Läst 2 mars 2023.
9. ↑  ”Olympedia”. https://www.olympedia.org/results/37805.
10. ↑  ”Affiche officielle des JM Alméria 2005” (på franska). Comité international des Jeux méditerranéens. sid. 46. https://cijm.org.gr/wp-content/uploads/2016/06/JM2005.pdf. Läst 17 december 2023.
11. ↑  ”2009 European League” (på engelska). Confédération Européenne de Volleyball. https://www-old.cev.eu/Competition-Area/competition.aspx?ID=442&PID=-2. Läst 21 mars 2023.
12. ↑  ”2010 CEV European League - Women” (på engelska). Confédération Européenne de Volleyball. https://www-old.cev.eu/Competition-Area/competition.aspx?ID=18&PID=-2. Läst 21 mars 2023.
13. ↑  ”2011 CEV Volleyball European League - Women” (på engelska). Confédération Européenne de Volleyball. https://www-old.cev.eu/Competition-Area/competition.aspx?ID=545&PID=-2. Läst 21 mars 2023.
14. ↑  ”2012 CEV Volleyball European League - Women” (på engelska). Confédération Européenne de Volleyball. https://www-old.cev.eu/Competition-Area/competition.aspx?ID=564&PID=-2. Läst 21 mars 2023.
15. ↑  ”Résultats des XVII J.M.” (på franska). Comité international des Jeux méditerranéens. sid. 42. https://cijm.org.gr/wp-content/uploads/2016/06/JM2013.pdf. Läst 18 mars 2023.
16. ↑  ”2014 CEV Volleyball European League - Women” (på engelska). Confédération Européenne de Volleyball. https://www-old.cev.eu/Competition-Area/competition.aspx?ID=706&PID=-2. Läst 21 mars 2023.
17. ↑  ”2015 CEV Volleyball European League - Women” (på engelska). Confédération Européenne de Volleyball. https://www-old.cev.eu/Competition-Area/competition.aspx?ID=815&PID=-2. Läst 21 mars 2023.
18. ↑  ”2016 CEV Volleyball European League - Women” (på engelska). Confédération Européenne de Volleyball. https://www-old.cev.eu/Competition-Area/competition.aspx?ID=940&PID=-2. Läst 21 mars 2023.
19. ↑  ”Résultats des XVIII J.M.” (på franska). Comité international des Jeux méditerranéens. sid. 43. https://cijm.org.gr/wp-content/uploads/2019/07/final-resutls_tarragona_2018.pdf. Läst 17 mars 2023.
20. ↑  ”2019 CEV Volleyball European Silver League - Women” (på engelska). Confédération Européenne de Volleyball. https://www-old.cev.eu/Competition-Area/competition.aspx?ID=1159&PID=-2. Läst 23 oktober 2022.
21. ↑  ”CEV EuroVolley 2019  -  Women” (på engelska). Confédération Européenne de Volleyball. https://www-old.cev.eu/Competition-Area/competition.aspx?ID=1053&PID=-2. Läst 10 september 2022.
22. ↑  ”CEV EuroVolley 2019  -  Women” (på engelska). Confédération Européenne de Volleyball. https://www-old.cev.eu/Competition-Area/MatchPage.aspx?mID=46321&ID=1248&CID=7808&PID=1993. Läst 26 maj 2022.
23. ↑  ”Results Book” (på engelska). Comité international des Jeux méditerranéens. sid. 1425. https://cijm.org.gr/wp-content/uploads/2022/11/gdm2022_adb.pdf. Läst 16 februari 2023.
24. ↑  ”Women  -  EuroVolley” (på engelska). Confédération Européenne de Volleyball. https://eurovolley.cev.eu/en/2023/women/#final-standing. Läst 10 september 2023.
25. ↑  ”Giovanni Caprara” (på italienska). Lega Pallavolo Serie A femminile. https://www.legavolleyfemminile.it/player/caprara-giovanni/CAP-GIA/?staff. Läst 29 juni 2024.
26. ↑  Senaste tillfället då någon kontrollerade att de inmatade tabelluppgifterna stämmer. Uppgifter kan ha matats in senare utan att kontrolleras av någon annan